# Larysa Henijuš
Larysa Henijuš (9. srpna 1910 – 7. dubna 1983) byla běloruská básnířka, tajemnice Rady Běloruské lidové republiky (BNR), československá občanka vydaná do sovětského gulagu.

## Život a dílo
Larysa Henijuš (Ларыса Геніюш / Hienijuš, Geniuš), za svobodna Miklaševič (Міклашэ́віч), se narodila 9. srpna 1910 ve vsi Žlobaŭcy (Жлобаўцы, polsky Żłobowce) v Grodenské oblasti. Rodinu se sedmi dětmi Sověti později zařadili mezi kulaky. V roce 1928 odmaturovala na polském gymnáziu ve Volkovysku. Roku 1935 se provdala za medika Jana Henijuše studujícího v Praze a v roce 1937 se vydala za ním do Československa.
Své verše Henijuš poprvé vydala během druhé světové války v berlínských běloruských novinách Ranica, určených Bělorusům v zahraničí, zejména dělníkům přivezeným do Německa na práci. Mnozí si pak kupovali noviny jen kvůli jejím básním. V roce 1942 v Praze vyšla první kniha veršů s názvem Od rodných niv. Larysa Henijuš byla od roku 1943 správkyní (tajemnicí) archivu Běloruské lidové republiky – exilové vlády. Právě o vydání tohoto archivu usilovalo KGB.

## Pronásledování a deportace
Od roku 1945 se sovětská moc snažila dosáhnout vydání Henijušů na základě jejich obvinění z "antisovětské nacionalistické činnosti" během války. Když se básnířka nenechala přesvědčit k odjezdu, přišly na řadu pokusy o její únos. Henijuš zaslal dopis s prosbou o ochranu prezidentovi Edvardu Benešovi i americkému velvyslanci v Praze Laurenci Steinhardtovi. Jejich protekce pak manželům zajistila ještě několik let svobody. V roce 1947 celá rodina získala československé občanství a doktor Henijuš byl převeden dál od Prahy, do Vimperku.
Do vimperského bytu pro ně přišli pozdě večer 5. března 1948. Od převzetí moci v Československu komunistickou stranou (únorový převrat roku 1948) uběhlo jen několik dní. Oba manželé byli drženi v jedné z věží vimperského zámku a ve Vimperku také proběhly první výslechy. V roce 2010 proběhla na zámku pamětní výstava, během které kastelán Antonín Dvořák určil za místo věznění právě tyto prostory.
Soud v Písku zanedlouho zbavil manžele československého občanství a oba byli deportováni do SSSR. Jejich jediný syn Jurka byl odebrán českému poručníkovi a předán do Polska k příbuzným. Nějakou dobu však zůstal v sirotčinci ve městě Vratislav. V Minsku byli manželé odsouzeni k 25 letem v lágru za „pomoc mezinárodní buržoazii v páchání nepřátelské činnosti vůči SSSR a za kontrarevoluční činnost“. Z tábora byli propuštěni až tři roky po Stalinově smrti.
Tak osud zkrátil utrpení manželů na osm a půl roku. Básnířka později pojmenovala gulag sovětskou Osvětimí, kde byli nevinní lidé páleni ne ohněm, ale mrazem. I při teplotě pod -40 stupňů Celsia byli vězni včetně žen často nuceni pracovat venku až deset hodin denně. Henijuš pokračovala v psaní běloruských veršů i v prostředí gulagu a krajané je pak šířili mezi sebou přepsané na malých kouscích papíru – mezi vězni se jim říkalo „glukóza“.

## Život po gulagu
Po propuštění z gulagu (1956) Henijuš nepřijala sovětské občanství (vždyť sovětskou občankou nikdy nebyla) a marně žádala o navrácení do Československa. Nakonec se manželé přestěhovali do běloruského městečka Zelva, do domu po rodičích Jana Henijuše, který pracoval v místní nemocnici.
Bez ohledu na to, že rodina byla pod dohledem KGB, ji často navštěvovali mladí spisovatelé, umělci a studenti. Laryse Henijuš se v Bělorusku čas od času dařilo časopisecky publikovat a ještě za svého života rovněž vydala dvě básnické sbírky, Něvadam z Němana (1967) a Na čabary nastojena (1982).
Jan Henijuš zemřel v roce 1979 a Larysa Henijuš 7. dubna 1983. Na její pohřeb, sledovaný policií, se sjížděli lidé z celého Běloruska. Syn Jurka zemřel dva roky po matce, vnuci žijí v Polsku. V Bělorusku doposud nedošlo k rehabilitaci básnířky, občanský výbor o to opakovaně žádá současnou vládu.
Deset let po smrti Larysy Henijuš se historik M. Čarňauski odvážil publikovat paměti básnířky, které mu kdysi tajně svěřila (kniha Spovědz, 1993). O pár let později v Minsku vyšla sbírka Vybranyja věršy (1997) a Vybranyja tvory (2000). V roce 2005 byla vydána sbírka korespondence Larysy Henijuš s názvem Kab vy vědali. Najít v ní lze mimo jiné i pasáž z dopisu, který Henijuš napsala jednomu z bývalých spoluvězňů z gulagu v roce 1965: „V plné míře jsem Běloruskou, všem rovnou a neponíženou, byla jenom v Čechách, avšak také jen dočasně…“.